# Michael Kedman
Michael Kedman (Londra, 16 dicembre 1996) è un calciatore trinidadiano con cittadinanza britannica, difensore del Connah's Q.N..

## Carriera

### Nazionale
Il 3 giugno 2022 ha esordito con la nazionale trinidadiana giocando l'incontro perso per 2-1 contro il Nicaragua, valido per la CONCACAF Nations League 2022-2023.

## Statistiche

### Presenze e reti nei club
Statistiche aggiornate al 3 luglio 2022.
| Stagione        | Squadra         | Campionato      | Campionato | Campionato | Coppe nazionali | Coppe nazionali | Coppe nazionali | Coppe continentali | Coppe continentali | Coppe continentali | Altre coppe | Altre coppe | Altre coppe | Totale | Totale |
| Stagione        | Squadra         | Comp            | Pres       | Reti       | Comp            | Pres            | Reti            | Comp               | Pres               | Reti               | Comp        | Pres        | Reti        | Pres   | Reti   |
| --------------- | --------------- | --------------- | ---------- | ---------- | --------------- | --------------- | --------------- | ------------------ | ------------------ | ------------------ | ----------- | ----------- | ----------- | ------ | ------ |
| gen.-mag. 2017  | Patro Eisden    | 1N              | 3          | 0          | CB              | -               | -               |                    | -                  | -                  |             | -           | -           | 3      | 0      |
| mag.-giu. 2017  | Central         | TTPL            | ?          | ?          |                 | -               | -               |                    | -                  | -                  |             | -           | -           | ?      | ?      |
| 2017-2018       | Patro Eisden    | 1N              | 6          | 0          | CB              | 0               | 0               |                    | -                  | -                  |             | -           | -           | 6      | 0      |
| 2018-2019       | Tres Cantos     | TD              | 8          | 0          |                 | -               | -               |                    | -                  | -                  |             | -           | -           | 8      | 0      |
| 2019-2020       | Tres Cantos     | 4D              | ?          | ?          |                 | -               | -               |                    | -                  | -                  |             | -           | -           | ?      | ?      |
| ago.-ott. 2020  | Fylkir          | UD              | 7          | 0          | CI+CdL          | 0               | 0               |                    | -                  | -                  |             | -           | -           | 7      | 0      |
| 2021-feb. 2022  | Dartford        | NLS             | 3          | 0          | FACup           | 0               | 0               |                    | -                  | -                  | FAT         | 1           | 0           | 3      | 0      |
| 2022            | Þróttur Vogum   | 1D              | 8          | 0          | CI+CdL          | 0               | 0               |                    | -                  | -                  |             | -           | -           | 8      | 0      |
| Totale carriera | Totale carriera | Totale carriera | 35         | 0          |                 | 0               | 0               |                    | -                  | -                  |             | 1           | 0           | 36     | 0      |

### Cronologia presenze e reti in nazionale
| Cronologia completa delle presenze e delle reti in nazionale ― Trinidad e Tobago | Cronologia completa delle presenze e delle reti in nazionale ― Trinidad e Tobago | Cronologia completa delle presenze e delle reti in nazionale ― Trinidad e Tobago | Cronologia completa delle presenze e delle reti in nazionale ― Trinidad e Tobago | Cronologia completa delle presenze e delle reti in nazionale ― Trinidad e Tobago | Cronologia completa delle presenze e delle reti in nazionale ― Trinidad e Tobago | Cronologia completa delle presenze e delle reti in nazionale ― Trinidad e Tobago | Cronologia completa delle presenze e delle reti in nazionale ― Trinidad e Tobago |
| Data                                                                             | Città                                                                            | In casa                                                                          | Risultato                                                                        | Ospiti                                                                           | Competizione                                                                     | Reti                                                                             | Note                                                                             |
| -------------------------------------------------------------------------------- | -------------------------------------------------------------------------------- | -------------------------------------------------------------------------------- | -------------------------------------------------------------------------------- | -------------------------------------------------------------------------------- | -------------------------------------------------------------------------------- | -------------------------------------------------------------------------------- | -------------------------------------------------------------------------------- |
| 3-6-2022                                                                         | Managua                                                                          | Nicaragua                                                                        | 2 – 1                                                                            | Trinidad e Tobago                                                                | CONCACAF Nations League 2022-2023 - Fase a gironi                                | -                                                                                | 81’                                                                              |
| Totale                                                                           |                                                                                  | Presenze                                                                         | 1                                                                                |                                                                                  | Reti                                                                             | 0                                                                                |                                                                                  |